# Лайпольд, Александр
Александр Лайпольд (нем. Alexander Leipold; 2 июня 1969 года, Альценау, Бавария, ФРГ) — немецкий борец вольного стиля и тренер. Чемпион мира, многократный чемпион Европы и обладатель Кубка мира. Первый борец, лишенный олимпийской золотой медали (Олимпийские игры 2000 года) за допинг.

## Спортивная карьера
- Чемпион мира (1994), серебряный призёр чемпионатов мира (1995, 1997, 1999), бронзовый призёр чемпионата мира (1998).
- Победитель Кубка мира (1997, 1998, 1999), бронзовый призёр Кубка мира (2002).
- Чемпион Европы (1991, 1995, 1998), серебряный призёр чемпионатов Европы (1997, 2003), бронзовый призёр чемпионата Европы (1999).
- Чемпион мира среди молодёжи (1989).
- Чемпион Европы среди молодёжи (1988), серебряный призёр чемпионатов Европы среди юниоров (1985, 1986).
- Выступал на четырёх Олимпиадах (1988, 1992, 1996, 2000).

На Олимпийских играх 2000 года в Сиднее Александр Лайпольд в финале победил американского борца Брэндона Слэя со счётом 4-0 и завоевал золоту медаль в весовой категории до 76 кг.
Однако спустя несколько недель было объявлено, что допинг-тест Лайпольда дал положительный результат на запрещённые препараты норандростерон и норэтиохоланолон, которые используются для доказательства наличия анаболического стероида нандролона.
Александр Лайпольд был дисквалифицирован и лишён золотой медали, которая перешла к Брэндону Слэю. Последующие неоднократные попытки немецкого борца оспорить результаты допинг-теста и вернуть золотую олимпийскую медаль не увенчались успехом.
Трёхкратный олимпийский чемпион Бувайсар Сайтиев, много раз боровшийся с Лайпольдом, сказал о нём:

Немец — уникальный спортсмен. По отношению к работе. Профессионал, всегда борется с холодной головой. Остается пять секунд до конца схватки — а он просчитывает: так, чего бы ещё придумать… Очень его уважаю.— 

## Тренерская карьера
В апреле 2009 года закончил обучение и получил диплом тренера Кёльнской тренерской академии. Был федеральным тренером юниорской сборной Германии по вольной борьбе до 2015 года.